# Garnisonshospitalet
Garnisonshospitalet var et militærhospital i Rigensgade i København oprettet 1815-1928 og kendt som Grødslottet. Dets afløser var Københavns Militærhospital. Før da var det kendt som Guldhuset.